# Margot Arce de Vázquez
Margot Arce de Vázquez (Caguas (Puerto Rico), 10 de marzo de 1904 - Hato Rey (Puerto Rico), 14 de noviembre de 1990) fue un escritora y educadora puertorriqueña. Fue una de las fundadoras de la Academia Puertorriqueña de la Lengua Española.

## Biografía
Arce nació y fue criada en Caguas (Puerto Rico), en donde también realizó sus estudios primarios y secundarios. En 1922, después de su graduación de secundaria, se matriculó en la Universidad de Puerto Rico, Recinto de Río Piedras.
Mientras estudiaba, simpatizó con el Partido Nacionalista de Puerto Rico y se unió al movimiento independentista. También fue editora del periódico universitario. Arce obtuvo un título en Matemáticas y Español. Posteriormente, viajó a España para realizar sus estudios de posgrado en la Universidad Complutense de Madrid. Entre sus profesores estaban Américo Castro y Dámaso Alonso. En 1930, obtuvo un doctorado en filosofía y letras de la Universidad. Su tesis fue sobre Garcilaso de la Vega.
Después de su regreso a Puerto Rico, Arce fue contratada por la Universidad de Puerto Rico, Recinto de Río Piedras. Allí fundó el Departamento de Estudios Hispanos, el cual dirigió entre  1943 y 1965. Algunos de sus alumnos durante este periodo fueron Luis de Arrigoitia Pérez, Mariano Feliciano, José Ferrer Canales  y Rosario Ferré.
En 1953, ayudó a organizar el comité encargado de trasladar el cuerpo de la poeta puertorriqueña Julia de Burgos desde Nueva York hasta la isla. En 1955, Arce fue una de las fundadoras de la Academia Puertorriqueña de la Lengua Española. Durante su tiempo libre, escribió ensayos en los que expresaba sus ideas independentistas, muchos de los cuales fueron publicados en revistas y periódicos puertorriqueños.
La Academia Puertorriqueña honró a Arce con el título de Profesora Emérita luego de su retiro en 1970. 
Arce murió de Alzheimer el 14 de noviembre de 1990 en Hato Rey. Fue sepultada en el cementerio memorial Puerto Rico en Carolina. Tras su muerte, sus hijos donaron su biblioteca y archivos a la Universidad de Puerto Rico.
La biblioteca de la Universidad Central de Bayamón tiene su nombre en su memoria.